# Suzice
Suzice (koiks, jobove suze, lat. Coix), podtribus trava u tribusu Andropogoneae. Jedini rod je Coix s četiri priznate vrste, iz Azije i Australije.
Jobove suze su korisno i uresno jednogodišnje raslinje ili trajnice.

## Vrste
1. Coix aquatica Roxb.
2. Coix gasteenii B.K.Simon
3. Coix lacryma-jobi L.
4. Coix puellarum Balansa

## Sinonimi
- Lachryma-jobi Ortega
- Lachrymaria Heist. ex Fabr.
- Lacryma Medik.
- Lithagrostis Gaertn.
- Sphaerium Kuntze